# Artéria zigomático-orbital
A artéria zigomático-orbital é uma artéria da cabeça.